# آبل فتنس
آبل متابعة مستوى اللياقة (بالإنجليزية: Fitness Apple)‏ هو تطبيق لتتبع التمارين أعلنت عنه شركة أبل خلال الحدث الخاص في سبتمبر 2014، التطبيق متاح على أجهزة آيفون التي تعمل بنظام التشغيل iOS 8.2 أو أعلى للمستخدمين الذين لديهم ابل واتش، يعرض التطبيق عرضًا موجزًا لتدريبات المستخدم المسجلة من آبل واتش أو تطبيقات الجهات الخارجية المدعومة ومعدات التمرين.